# Pöschendorfer Graben
Der Pöschendorfer Graben ist ein Nebenbach der Mühlenau bzw. Stegau im Kreis Steinburg in Schleswig-Holstein. Er entspringt in Pöschendorf.
Der Pöschendorfer Graben unterquert in der Gemeinde Kaisborstel die Westküstenautobahn und bildet vor seiner Mündung in die Stegau die Grenze zwischen den Gemeinden Kaaks und Mehlbek. Im Zuge der großen Veränderung des Gewässersystems der Bekau in den 1950er Jahren wurde der Bach auf weiten Strecken begradigt und teilweise bis zu einem Kilometer südlich verlegt. Das heute geringfügig fließende Gewässer hieß bis zur Mitte des 20. Jahrhunderts Wiesenbach und führte dicht am Pöschendorfer Ortskern vorbei. Alteingesessene bezeichnen ihn noch heute als Pöschendorfer Wiesenbach.
Im Jahr 1908 wurden die Gewässer in Pöschendorf noch wie folgt beschrieben:

„In der Feldmark liegen 13 Teiche und 3 Bäche führen ihr Wasser der Bekau zu. Durch den Wiesengrund im Osten des Dorfes fließt der Wiesenbach, der in den Steertwiesen und Trenthoop seine ersten Quellen hat. Bei Ketelsfohr erreicht er die Gemarkung Kaisborstel. Hier hat er in früheren Zeiten einen weiteren beträchtlich großen Teich gebildet. In der Gegend, wo der Bach die Chaussee kreuzt, war in früheren Zeiten eine Furt auf der alten Handelsstraße, die von Itzehoe nach Heide führte. Im Westen fließt als Grenzbach zwischen Schenefelder und Pöschendorfer Gemarkung der Meiereibach in die Hadenfelder Auenlandschaft und weiter als Stegau. Im Nordosten ist in der Gemarkung Pöschendorf ein dritter Bach. Sein Lauf führt das Wasser in die Christinentaler Gemarkung.“